# Varsád
Varsád (németül: Waschad) község Tolna vármegyében, a Tamási járásban.

## Fekvése
Tolna vármegye középső részén fekszik, a Tolnai–Hegyhát dombjai közt, Szekszárdtól 30 kilométerre északnyugatra, Gyönk délkeleti szomszédságában. Központján a Kölesd-Pincehely közti 6313-as út halad végig, ezen érhető el a 61-es főútról letérve, illetve a 63-as főút irányából is.

## Története

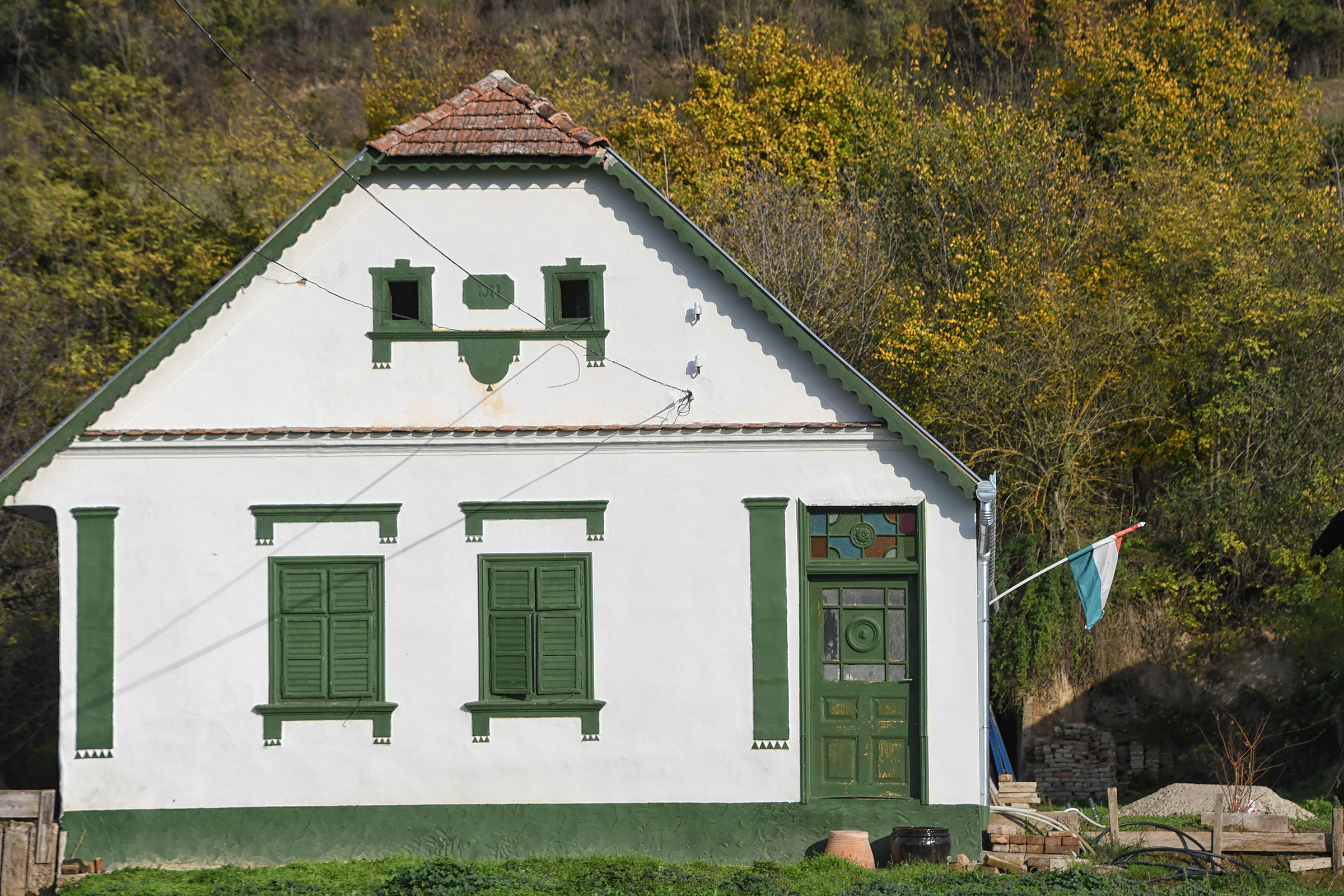
Varsádi lakóház

A település neve először egy a pápai tizedjegyzék alapján készült 1330-as térkép, térképvázlaton szerepelt, tehát már az 1200-as években létezett. Bár ekkor még nem bizonyított, hogy szilárd építésű temploma is lett volna, de a Tolna megyei faluhálózathoz tartozott. A régi dokumentumok szerint a környék faluhálózatának kialakulása a fejedelmek korában, a Honfoglalás idején kezdődött.
Varsád első lakosai a közelben feltárt temető leletanyaga szerint katolikus és református vallású magyarok voltak, a közeli Steikipfl nevű dombon templomuk maradványai is előkerült. Később 1722-ben a református vallású Székely István alezredestől került a falu a hőgyészi Mercy gróf birtokába, vétel címén. Mercy gróf (1666 - 1734) volt az, aki német ajkú bevándorlókkal szervezte újjá a falut. A német ajkú lakosság téglaégetőt is üzemeltetett a településen.

## Nevezetességek
- Evangélikus temploma - 1786-ra készül el. Varsád a 19. század elejéig a Hegyhát egyik legfontosabb evangélikus központja volt. A faluban a lutheránusoknak 1719-től volt már imaháza is. Első harangjuk 1735-ből származik, a paplak 1774-ben épült. A templom karzatán copf vázák képei közt az apostolok láthatók. Az eredeti oltárképen az Utolsó vacsorát ábrázolták, helyét egy jellegtelen jellegtelen 20. század elejei kép foglalja el. A szentélyfalon II.József képe látható. Figyelemre méltó a templomban található papi pad is. A pad tetején a Szeniczey Bárány család címere található. E híres lelkészcsaládnak a Dél-Dunántúlon számos legendás tagja működött fő- vagy alesperesként. a A templom építésének idején Szeniczey Bárány Pál volt Varsád lelkésze.

## Közélete

### Polgármesterei
- 1990–1994: György Ferenc (független)[3]
- 1994–1998: György Ferenc (független)[4]
- 1998–2002: György Ferenc (független)[5]
- 2002–2006: Andrási Zoltánné (független)[6]
- 2006–2010: Andrási Zoltánné (független)[7]
- 2010–2014: Andrási Zoltánné (független)[8]
- 2014–2019: Andrási Zoltánné (független)[9]
- 2019–2024: Andrási Zoltánné (független)[10]
- 2024– : Andrási Zoltánné (független)[1]

## Népesség
A település népességének változása:
| Lakosok száma | 360  | 354  | 359  | 310  | 324  | 337  | 324  |
|               | 2013 | 2014 | 2015 | 2021 | 2022 | 2023 | 2024 |

A 2011-es népszámlálás során a lakosok 96,9%-a magyarnak, 0,3% bolgárnak, 6,1% cigánynak, 9,2% németnek, 0,3% románnak mondta magát (3,1% nem nyilatkozott; a kettős identitások miatt a végösszeg nagyobb lehet 100%-nál). A vallási megoszlás a következő volt: római katolikus 47,5%, református 5,3%, evangélikus 7,8%, görögkatolikus 0,8%, felekezeten kívüli 16,1% (21,7% nem nyilatkozott).
2022-ben a lakosság 91%-a vallotta magát magyarnak, 23,1% németnek, 5,9% cigánynak, 0,3-0,3% szerbnek és szlováknak, 3,1% egyéb, nem hazai nemzetiségűnek (8,6% nem nyilatkozott; a kettős identitások miatt a végösszeg nagyobb lehet 100%-nál). Vallásuk szerint 39,2% volt római katolikus, 9% evangélikus, 3,7% református, 0,6% görög katolikus, 0,3% egyéb katolikus, 18,5% felekezeten kívüli (28,7% nem válaszolt).

## Külső hivatkozások
- CsaTolna (települések)